# Дану (Молдова)
Дану (рум. Danu) — село в Глодянском районе Молдавии. Является административным центром коммуны Дану, включающей также села Каменкуца и Николаевка.

## География
Село расположено на высоте 144 метров над уровнем моря.

## Население
По данным переписи населения 2004 года, в селе Дану проживает 3063 человека (1461 мужчина, 1602 женщины).
Этнический состав села:
| Национальность | Число жителей | Процентный состав |
| -------------- | ------------- | ----------------- |
| украинцы       | 2567          | 83.81             |
| молдаване      | 217           | 7.08              |
| цыгане         | 167           | 5.45              |
| русские        | 91            | 2.97              |
| болгары        | 5             | 0.16              |
| румыны         | 3             | 0.1               |
| поляки         | 3             | 0.1               |
| гагаузы        | 3             | 0.1               |
| прочие         | 7             | 0.23              |
| Всего          | 3063          | 100 %             |